# Allegheny Moon
«Allegheny Moon» (англ. «Місяць Аллегені») — американська популярна пісня, написана Аль Гоффманом і Діком Меннінґом і опублікована в 1956 році.

## Версії

### Патті Пейдж
Найбільш відома пісня у записі Патті Пейдж 1956 року. Цей запис було видано Mercury Records під каталожним номером 70878 зі зворотною стороною The Strangest Romance. 16 червня 1956 року він вперше потрапив у чарти Billboard. У чарті Disk Jockey він досяг 2 місця; у списку бестселерів під номером 5; на чарті Juke Box під номером 2; у зведеному чарті 100 найкращих пісень вона досягла 2 місця. Пісня також стала хітом в Австралії, досягнувши 3 місця.

### Інші
- Бінґ Кросбі та Ліндсі Кросбі записали цю пісню в 1956 році для використання в радіошоу Бінґа Кросбі, а потім вона була випущена на компакт-диску New Tricks - 60th Anniversary Deluxe Edition (2017).
- Ґай Мітчелл включив пісню до свого альбому A Guy in Love (1958)[2].
- Енн Мюррей записала кавер на пісню для свого альбому Croonin' (1993)[3].